# Indiana Jones: I sette veli
Indiana Jones: I sette veli (Indiana Jones and the Seven Veils) è un romanzo di avventura del 1991 di Rob MacGregor, ispirato al personaggio cinematografico di Indiana Jones ideato da George Lucas.

## Capitoli
- Prologo

1. La vendetta di Camozotz
2. L'ora del pipistrello
3. Huaqueros
4. Antichi marinai
5. Messaggi
6. Sorprese per mare
7. Carnevale
8. Pão de Açúcar
9. Hotel Paraìso
10. I veli dell'oblio
11. Il diario di Fawcett
12. Le sfere
13. Rae-la
14. La fattoria delle guayabas
15. La Dottrina della giungla
16. Gli uomini pipistrello
17. A Ceiba
18. Tempo di sognare
19. Il consiglio delle sfere
20. In tre
21. Il fiume della morte
22. Le ali del destino

- Epilogo

## Edizioni
- Rob MacGregor, Indiana Jones - I sette veli, traduzione di Giovanni Cavallo, Granata Press, luglio 1993,  p. 216, ISBN 978-88-7248-080-9.